# Brigada de Propaganda Feminista
La Brigada de Propaganda Feminista o BPF es una agrupación artístico-política de carácter feminista, conformada en Santiago de Chile a mediados del año 2015. A partir de la práctica serigráfica y la acción política identificada con el feminismo radical, la agrupación está “compuesta por mujeres y lesbianas sin jerarquías”, adoptando la forma asamblearia y la elaboración gráfica colectiva como parte integral de su identidad artística. A través de la serigrafía artesanal, politizada y colectiva, la BPF busca difundir, agitar y promover en las calles un ideario crítico feminista de carácter público, a fin de disputar sentidos al discurso hegemónico imperante y tensionar la herencia patriarcal en Chile.
El hito fundacional de la Brigada de Propaganda Feminista es la víspera de la marcha por el aborto libre convocada por la Coordinadora Feministas en Lucha el 25 de julio de 2015. A partir de la coyuntura otorgada por dicha concentración, esta agrupación ha continuado su acción propagandística y de correlato de las movilizaciones feministas en Santiago, adoptando como calendario propio de trabajo artístico y activista los hitos del día internacional de la mujer (8 marzo), la marcha por el aborto libre y seguro (25 de julio), el día internacional por la despenalización del aborto (28 de septiembre) y el día internacional contra la violencia hacia las mujeres (25 noviembre), entre otros. También es posible conocer su trabajo en el despliegue de diferentes acciones públicas, donde la Brigada asocia su trabajo a las organizaciones del feminismo local, así como en ciertas experiencias expositivas recientes a nivel nacional e internacional.

## Exposiciones colectivas
- A la calle nuevamente: gráfica y movimiento estudiantil en Chile (2016). Casa de las Américas, La Habana, Cuba.[1]
- Women in Work: mujer, arte y trabajo en la globalización (2017), de la red Arte Contra la Violencia de Género. Sala de Arte de la Universidad Politécnica de Valencia, España.[2]
- Women in Work: mujer, arte y trabajo en la globalización (2017-2018), de la red Arte Contra la Violencia de Género. Sala de Octubre, Universidad de Castellón, España.[3]